# 柄杓山城
柄杓山城（ひしゃくやまじょう）、または桧杓山城は、群馬県桐生市北部の梅田町にあった日本の城。桐生氏の城。桐生城ともいう。「桐生桧杓山城跡」として桐生市指定史跡。

## 概要
桐生市街地から北に5キロメートル、桐生川上流西岸に添った形で聳える城山頂上に築かれていた城。天然の要害を利用した典型的な山城であり、山頂の本丸から北西にかけて二の丸・三の丸を配し、その間に堀切が構築されている。本丸の南東中腹に坂中郭、二の丸北の北郭などの遺構が残っている。麓の群馬県道・栃木県道66号桐生田沼線から山頂まで、林道と遊歩道が整備されている。

## 歴史・沿革
柄杓山城は、観応元年（1350年）、藤原姓足利系佐野氏一族の桐生国綱によって築かれた。観応2年（1351年）には、渡良瀬川の分流が瀞堀になっていたものを改修し、渡良瀬川の水を桐生川に流す要害堀を構築する。堀の長さは約2500メートルで、現在は埋め立てられて一部がコロンバス通りとなっている。
永享12年（1440年）の結城合戦では桐生正綱の弟正俊が出陣。享徳3年（1454年）に始まる享徳の乱に際して、文正元年（1466年）に家臣の谷近綱が武州五十子に出陣したが、武運に恵まれず戦死している。戦国期は、北条氏・上杉氏らに従いつつ、新田金山城の由良氏と抗争。桐生真綱の代に後桐生氏の全盛期を迎える。
永禄3年（1560年）、桐生助綱は関東管領として北条氏を討伐に向かう長尾景虎に従う。元亀元年（1570年）助綱が死去。佐野昌綱の子桐生親綱が桐生氏の養子として後を継ぐ。このころ、渡良瀬川・桐生川の灌漑用水を巡り、桐生氏と由良氏の対立が表面化。小競り合いが繰り返されるようになる。親綱は佐野氏から随臣を重用し、桐生氏譜代の家臣たちを疎んじたため、家中の不和を生んだ。赤萩城の守将里見上総介勝広をよく思わない家臣による諫言を桐生親綱が誤解し彼を切腹させるなど、家中の乱れにより、桐生氏は弱体化した。元亀4年（1573年）3月、太田金山の由良成繁が柄杓山城を攻め、親綱は貝沢を越え佐野に逃走する。
天正2年（1574年）、由良成繁が新田金山城を子に譲り、柄杓山城に隠居。天正6年（1578年）に由良成繁が死去。これに乗じて桐生親綱が柄杓山城奪回を図るが失敗に終わる。天正18年（1590年）、後北条氏の滅亡により由良氏が牛久に領地代えされ、柄杓山城は廃される。